# カーボンオフセット
カーボンオフセット (英: carbon offset) とは、人間の経済活動や生活などを通して「ある場所」で排出された二酸化炭素などの温室効果ガスを、植林・森林保護・クリーンエネルギー事業（排出権購入）による削減活動によって「他の場所」で直接的、間接的に吸収しようとする考え方や活動の総称である。中黒を入れたカーボン・オフセットとの表記もある。
日本では、2008年に環境省が「我が国におけるカーボン・オフセットのあり方について（指針）」を公表している。2024年3月に最新版を更新・発表。

## 取り組みの流れ
1. 特定の活動によって、排出される二酸化炭素の量を算出する。
2. （排出される二酸化炭素の量を削減する努力をする）。
3. どうしても排出されてしまう二酸化炭素の量を排出権（クレジット、オフセット・クレジットとも呼ばれる）などを用いてオフセット（埋め合わせ）する。[3]

## 語源
発生してしまった二酸化炭素の量を何らかの方法で相殺(埋め合わせ)し、二酸化炭素排出を実質ゼロに近づけようという発想がこれら活動の根底には存在する。「カーボン・オフセット」という用語の「カーボン」は二酸化炭素の中の「炭素」を意味し、「オフセット」は「相殺する」という意味である。

## 歴史
1997年、イギリスの植林NGOであったフューチャーフォレストという団体の取り組みからカーボン・オフセットは始まった。
イギリス、アメリカ、ドイツ、オーストラリアなど、欧米ではカーボン・オフセットの浸透が進行していた。
英国や米国では、企業やNPO団体など、数10社がカーボン・オフセットを提供しており、ここ数年で市場が急成長している。英国においては、2006年に約500万トンCO2/年のクレジットがカーボンオフセットを目的として取引されており、世界のVERの1/4が英国で取引されている。米国の企業向けプロバイダーの中には、地中炭素貯留 (CCS) 等の大規模なプロジェクトによってクレジット生成に取り組む企業も出てきている。
日本では環境省が、オフセットするための削減活動が実質的な温室効果ガスの削減に結びついていないと指摘される事例などの発生をうけ、2008年2月に取りまとめた「我が国におけるカーボン・オフセットのあり方について（指針）」に基づいて、適切かつ透明性の高いカーボン・オフセットを普及するため、カーボン・オフセットフォーラム（J-COF）を設立し、オフセットの取組に関する情報収集・提供、相談支援等を行うとともに、各種ガイドラインの策定及び取組支援など、取組を行ってきた。また、環境省、経済産業省、農林水産省が3省合同でカーボン・オフセットに用いる温室効果ガスの排出削減量・吸収量を信頼性のあるものとするため、国内の排出削減活動や森林整備によって生じた排出削減・吸収量を認証する「J-クレジット制度」を創設。（経産省の国内クレジット制度、Ｊ－ＶＥＲ制度が発展的に統合した制度）。郵便事業株式会社では、京都議定書第一約束期間に合わせて2008年から2012年までの5年間、カーボン・オフセットはがきを発行した。カーボン・オフセットはがきは、50円のはがき代に加え5円の寄付が付与され55円で販売され、この寄付金をカーボン・オフセットを伴う各種申請事業に配分し、国内のカーボン・オフセットの普及啓蒙に重大な役割を果たした。

## 取り組み事例
省エネ商品への代替、冷暖房使用や照明時間管理による節電活動、廃棄物発電、間伐を含む森林保全事業（森づくり）、エコドライブなどの事例がカーボン・オフセット認証を受けている。

### グリーン電力証書によるカーボン・オフセット
日本においては新エネルギーの普及を目的としたグリーン電力証書を用いてオフセットしていると公言している事業者も存在する。グリーン電力証書は発電による環境価値を販売している。このことから二酸化炭素を排出しない発電という部分を環境価値と評価するならば、グリーン電力証書を販売した時点で、購入者の二酸化炭素排出量をグリーン電力発電事業者が排出したこととする「付け替え」になる。そのため、排出元の転換はあるものの、全体の二酸化炭素排出量自体は減っていない。マクロ的視点で見れば、グリーン電力の普及が促進されれば日本における二酸化炭素排出抑制に貢献するという予測も可能ではあるが、あくまで「付け替え」であり「削減」ではないことから、グリーン電力証書によるカーボン・オフセットについては環境省がVERとしての取り扱いについて、海外の事例、日本の既存の手法などを参考に検討を進めている。

### 企業リーグによる排出量削減取組と自発的排出権取引
日本の企業リーグであるGXリーグの主要な取り組み3つのうちの1つとして、各参加企業の、自主的に掲げた排出量削減目標について、その達成に向けた取組の推進・開示と、自主的な排出量取引を実施すること、がある。

## 関連組織
カーボン・オフセットフォーラム（J-COF）
日本の環境省により設立された、カーボン・オフセットに関する公的組織であり、低炭素社会の実現を目指すという目的のもと、カーボン・オフセットに関する情報収集・提供、普及啓発、相談支援等の総合窓口を実施。
カーボン･オフセット推進ネットワーク(CO-Net)
カーボン・オフセットを通じて日本を低炭素社会にシフトすることを目的として、志を同じくした企業・NPO・自治体の参画により2009年4月に設立された日本の団体。2013年6月21日時点で会員数は71となる。理事会社は下記の通り。

- 旭化成株式会社
- イオン株式会社
- 株式会社イトーキ
- 鹿島建設株式会社
- 鈴与ホールディングス株式会社
- 全日本空輸株式会社
- ソニー株式会社
- 株式会社電通
- DOWAホールディングス株式会社
- 三菱UFJ信託銀行株式会社
- 三菱UFJリース株式会社
- 株式会社ローソン

（2013年6月21日時点）

地域協議会
日本の環境省では、カーボン・オフセットの普及及びJ-クレジット等の市場活性化を目指し、各地域においてカーボン・オフセットやJ-クレジット等の売り手と買い手のマッチング支援を実施する特定地域協議会を募集し活動を支援している。カーボン・オフセットを実施する事業者や地方自治体、企業等を構成員としている。

- 北海道地域カーボン・オフセット推進ネットワーク
- 東北地域カーボン・オフセット推進ネットワーク
- 「ＴＯＫＹＯ」地域カーボン・オフセット推進ネットワーク
- KANAGAWA地域カーボン・オフセット推進ネットワーク
- 中部地域カーボン・オフセット推進ネットワーク
- 近畿地域カーボン・オフセット推進ネットワーク
- 中国地域カーボン・オフセット推進ネットワーク
- 高知地域カーボン・オフセット推進ネットワーク
- 九州地域カーボン・オフセット推進協議会
- 有明海関係県地域カーボン・オフセット推進ネットワーク
- 沖縄・島嶼地域カーボン・オフセット推進ネットワーク （平成25年10月29日環境省　報道発表　環境省によって採択された11団体）

## オフセット・プロバイダー（仲介事業者）
日本の環境省の「我が国（日本）におけるカーボン・オフセットのあり方について（指針）」においては、「オフセット・プロバイダー」を「市民、企業等がカーボン・オフセットを実施する際に必要なクレジットの提供及び カーボン・オフセットの取組を支援又は取組の一部を実施するサービスを行う事業者」と定義しており、カーボン・オフセットに必要な排出権（クレジット）の売買も仲介している。
日本の環境省では「オフセット・プロバイダープログラム」を通して、オフセット・プロバイダー基準に適合しているオフセット・プロバイダーの情報を公開している。

## カーボン・オフセット大賞（日本）
社会全体へのカーボン・オフセットの取り組みを推進する日本の団体である「カーボン・オフセット推進ネットワーク」（通称：CO-Net）が主催し、低炭素社会の実現に向けた、カーボン・オフセットの取り組みを評価し、優れた取組を行う日本の団体を表彰する事業であり、日本の環境省、経済産業省、農林水産省が後援している。
エントリーの中から特に優れた取組に対し、環境大臣賞(1団体)、経済産業大臣賞(1団体)、農林水産大臣賞(1団体)及び優秀賞(3団体)を授与している。カーボン・オフセット大賞における各賞の選定に係る考え方は次の通り。
環境大臣賞
カーボン・オフセットの取組内容や、その取組が社会に与える普及啓発あるいは波及効果等の観点（内水面や土壌、大気あるいは生物多様性といった自然環境への配慮や保全などの環境面における貢献）から、特に優れていると認められる取組を行う団体。なお、第１回受賞者は株式会社エスパルス。
経済産業大臣賞
カーボン・オフセットの取組内容や、その取組が社会に与える普及啓発あるいは波及効果等の観点（環境と調和した事業活動の推進などの産業振興面での貢献）から、特に優れていると認められる取組を行う団体。なお、第１回受賞者はユニ・チャーム株式会社。
農林水産大臣賞
カーボン・オフセットの取組内容や、その取組が社会に与える普及啓発あるいは波及効果等の観点（農山村地域・社会等への経済的便益や効果、農林水産業との連携促進、地域活性化や6次産業化への拡大等の地域社会面における貢献）から、特に優れていると認められる取組を行う団体。なお、第１回受賞者は金ケ崎町金ケ崎産直組合。
優秀賞
カーボン・オフセットの取組内容や、その取組が社会に与える普及啓発あるいは波及効果等の観点から、優れていると認められる取組を行う団体。

## 関連用語
カーボン・マイナス
環境省の指針においては、日常生活や事業活動における排出量に対し、排出削減・吸収プロジェクトによる排出削減・吸収量、購入したクレジット量の合計が上回っている状態をカーボン・マイナスと表現している。
カーボン・ニュートラル
排出量の全量をオフセットすること。